# How to Get Away with Murder (3.ª temporada)
A terceira temporada da série de televisão dramática americana da ABC, How to Get Away with Murder, foi ordenada em 3 de março de 2016, pela ABC. Começou a ser exibida em 22 de setembro de 2016, contou com 15 episódios, como as temporadas anteriores, e foi concluída em 23 de fevereiro de 2017 Isso acontece pois foi feito um acordo com Viola Davis de que a série seria uma série limitada, com apenas 15 ou 16 episódios por temporada.

## Elenco e personagens

### Principal
| - Viola Davis como Annalise Keating - Billy Brown como Nate Lahey - Alfred Enoch como Wes Gibbins - Jack Falahee como Connor Walsh - Aja Naomi King como Michaela Pratt - Matt McGorry como Asher Millstone - Conrad Ricamora como Oliver Hampton - Karla Souza como Laurel Castillo - Charlie Weber como Frank Delfino - Liza Weil como Bonnie Winterbottom | - Lauren Vélez como Soraya Hargrove - Corbin Reid como Meggy Travers - Behzad Dabu como Simon Drake - Milauna Jackson como Renee Atwood - Matthew Risch como Thomas - L. Scott Caldwell como Jasmine - Benito Martinez como Todd Denver - Dameon Clarke como John Mumford - Gloria Garayua como Davis | - Tom Verica como Sam Keating - Famke Janssen como Eve Rothlo - Esai Morales como Jorge Castillo - Amy Madigan como Irene Crawley - Emily Swallow como Lisa Cameron - Brett Butler como Trishelle Pratt - Wilson Bethel como Charles Mahoney - Roxanne Hart como Sylvia Mahoney - Mark L. Taylor como Vince Levin - Mary J. Blige como Ro - Cicely Tyson como Ophelia Harkness - Roger Robinson como Mac Harkness - Brian Tyree Henry como o defensor público de Frank - Yolonda Ross como Claudia - Kelsey Scott como Rose Edmond - Issac Ryan Brown como Christophe Edmond - Nicholas Gonzalez como Dominic |

## Episódios
| N.º na série | N.º na temp. | Título                                                                       | Dirigido por          | Escrito por          | Exibição original       | Audiência (milhões) |
| --- | ------------ | ---------------------------------------------------------------------------- | --------------------- | -------------------- | ----------------------- | ------------------- |
| 31 | 1            | "We're Good People Now" "Agora somos pessoas boas" (BR)                      | Bill D'Elia           | Peter Nowalk         | 22 de setembro de 2016  | 5.11                |
| Os alunos iniciam o segundo ano da faculdade de direito e comparecem à aula, onde Annalise está mostrando uma clínica de lei pró-bono. Os alunos de Annalise lutam com suas reputações na escola depois de obterem pontuações baixas em testes, ao mesmo tempo em que se preocupam com uma pessoa desconhecida que tem Annalise como alvo. No caso pró-bono em matéria de imigração, Wes é eleito para assumir a liderança, e Michaela encontra evidências que podem ajudar no caso. No entanto, Wes perde o caso. Enquanto isso, depois de vários meses, Annalise acha Frank depois que ele fugiu, mas Frank mata o homem que Annalise contratou para matá-lo. Flashback: Durante o verão, os alunos de Annalise lidam com o que passaram. Imediatamente após o assassinato de seu pai, Annalise se encontra com Wes, que lhe diz que Frank armou para eles. Em maio, Laurel discute com Annalise e as duas concordam em esquecer Frank para sempre. Em junho, Asher pede um empréstimo a Annalise depois de ir à falência. Em julho, Connor pede para Annalise não contratar Oliver. Em agosto, Michaela fica deprimida, e é salva por Annalise de ser presa por dirigir bêbada. Flashforward: Dois meses depois, uma pessoa próxima de Annalise é morta em um incêndio em sua casa, o que deixa Annalise chocada com sua morte. |              |                                                                              |                       |                      |                         |                     |
| 32 | 2            | "There Are Worse Things Than Murder" "Coisas piores do que assassinato" (BR) | Zetna Fuentes         | Angela Robinson      | 29 de setembro de 2016  | 4.33                |
| Frank encena um acidente de carro para esconder o corpo do investigador de Annalise, e ela destrói seu telefone para que Frank não possa entrar em contato com ela. A clínica assume o caso de Irene Crawley, uma mulher que passou 32 anos na prisão pelo assassinato de seu marido abusivo e está prestes a ganhar liberdade condicional pela sétima vez. Connor e Oliver lidam com a deterioração do relacionamento deles quando Oliver começa a trabalhar para Annalise. Asher se esforça para conquistar Michaela quando ela revela que está apenas usando-o para o sexo, enquanto a universidade tenta suspender Annalise quando a história dos cartazes começa a virar notícia nacional. Laurel descobre que Annalise pediu para Eve ficar de olho na investigação do assassinato de Mahoney, e, bêbada, admite a Bonnie que amava Frank mesmo que ele fosse um assassino. Flashforward: Annalise é interrogada pela polícia e ela os ofende. Mais tarde, ela encontra Oliver, que está em prantos, e, secretamente, entrega seu telefone para ele, dizendo-lhe para esconder todas as provas. Então, ela é presa. |              |                                                                              |                       |                      |                         |                     |
| 33 | 3            | "Always Bet Black" "Sempre aposte no preto" (BR)                             | Stephen Cragg         | Joe Fazzio           | 6 de outubro de 2016    | 4.40                |
| A clínica de Annalise assume o caso de um agressor/assassino sexual, o que retorna a reputação de Annalise no processo. Laurel visita seu pai em Miami, a fim de conseguir sua ajuda para encontrar Frank. Mais tarde, ela recebe um telefonema de Frank, mas depois de voltar para Middleton, ela se recusa a continuar ajudando Annalise e Bonnie. Enquanto isso, o relacionamento entre Connor e Oliver é testado. Flashforward: Oliver corre até a clínica de Annalise para esconder as provas do telefone. Devido às instruções de Annalise, Bonnie vai até a cena do crime para se certificar de que Oliver escondeu as provas do telefone; então, ele faz com que pareça que Annalise o deixou cair perto da ambulância. Pouco tempo depois, os bombeiros encontram um sobrevivente dentro da casa. |              |                                                                              |                       |                      |                         |                     |
| 34 | 4            | "Don't Tell Annalise" "Não conte para a Annalise" (BR)                       | Kevin Rodney Sullivan | Erika Green Swafford | 13 de outubro de 2016   | 4.00                |
| A clínica de Annalise assume o caso de um adolescente chamado Tristan, acusado de roubar um cartão de crédito. No início do julgamento, Annalise descobre que sua licença foi suspensa após um membro do conselho, Barry Lewinston, encontrar um vídeo dela batendo em seu último cliente. Ela concorda em ir para uma clínica de reabilitação por vício em álcool para conseguir sua licença de volta. Depois de brigar com Annalise por causa de seu alcoolismo, Nate dorme com a advogada Renee Atwood. Em Coalport, Pensilvânia, Frank mata o pai de Bonnie na prisão, onde ele estava cumprindo pena, para vingá-la por ter sido estuprada por ele quando era criança. Bonnie informa Annalise e avisa para Laurel não contar para Annalise que ela mentiu sobre não saber o paradeiro de Frank. Flashforward: Bonnie visita Annalise na cadeia e diz para ela que alguém foi encontrado na casa. Mais tarde, Bonnie e Oliver vêem Meggy no hospital, correndo para dizer para um médico que a sobrevivente está grávida. Então, ela fica chocada ao descobrir que a sobrevivente é Laurel. |              |                                                                              |                       |                      |                         |                     |
| 35 | 5            | "It's About Frank" "É sobre o Frank" (BR)                                    | Jann Turner           | J. C. Lee            | 20 de outubro de 2016   | 4.29                |
| Annalise vai a uma reunião dos Alcoólicos Anônimos, onde ela encontra a presidente da universidade, Soraya Hargrove, que também é alcoólatra. Depois, lembrando de suas memórias com Sam, Annalise começa a beber novamente. Mais tarde, ela descobre que um de seus alunos, Simon Drake, é a pessoa que está por trás dos folhetos que a chamam de assassina. Annalise ameaça Soraya Hargrove de negligência na investigação dos folhetos, e a suspensão de sua licença de ensino é retirada. Enquanto isso, Bonnie vai para Coalport para cremar o corpo de seu pai. Implicitamente, ela agradece Frank por matá-lo. Frank pede para Bonnie fugir com ele, então, eles transam. Na manhã seguinte, Bonnie percebe que Frank foi embora e chora. Ao perceber que realmente ama Laurel, Wes revela a ela que vai terminar seu relacionamento com Meggy. Mais tarde, Laurel revela a Annalise a verdade sobre Frank, e Bonnie aparece no exato momento. Flashback: É mostrado o primeiro encontro de Annalise e Sam com Frank, que estava cumprindo uma sentença não-especificada por tentar matar seu pai quando tinha 13 anos de idade. Flashforward: Ainda no hospital, com a condição de Laurel ainda crítica, Oliver entra em pânico e tenta ligar para Connor, cujo telefone está de alguma forma na casa de Michaela. A mãe adotiva de Michaela, Trishelle, atende a ligação de Connor. Ao mesmo tempo, um noticiário na televisão revela que o corpo morto encontrado na casa de Annalise é de um homem. |              |                                                                              |                       |                      |                         |                     |
| 36 | 6            | "Is Someone Really Dead?" "Alguém morreu mesmo?" (BR)                        | Sharat Raju           | Fernanda Coppel      | 27 de outubro de 2016   | 4.07                |
| Enquanto os alunos de Annalise defendem um veterano do Exército acusado de tentativa de assassinato, a polícia de Nova York procura Wes para interrogá-lo sobre o assassinato de seu pai, Wallace Mahoney. Asher e Michaela confessam seu amor um pelo outro. Oliver conhece um novo alguém. Wes termine seu relacionamento com Meggy e transa com Laurel. Frank arma para o outro filho de Wallace Mahoney, fazendo com que ele seja preso pelo assassinado de seu pai. Então, Frank volta para a Filadélfia. Flashforward: Michaela procura desesperadamente por Asher. Ela vai até a casa dele e o encontra bêbado e dançando com outras pessoas. Michaela diz para Asher que a casa de Annalise pegou fogo e que alguém morreu. |              |                                                                              |                       |                      |                         |                     |
| 37 | 7            | "Call It Mother's Intuition" "Intuição de mãe" (BR)                          | Mike Smith            | Erika Harrison       | 3 de novembro de 2016   | 4.08                |
| A clínica de Annalise defende três irmãos acusados de tentar assassinar sua mãe. Embora ela seja uma mulher idosa, frágil e doente, as coisas não são o que parecem. Wes mente para a polícia de Nova York depois de acreditar que Eve ainda está no caso. Oliver é rejeitado por Thomas, seu novo interesse amoroso, depois que ele revela que é soropositivo, e corre de volta para Connor para se confortar. Frank volta para a Filadélfia, e vai ver Laurel e Bonnie. Bonnie, furiosa por ele ter a abandonado em Coalport e por ter ido ver Laurel primeiro, o expulsa de sua casa. Flashforward: Annalise é acusada de incêndio culposo e assassinato em primeiro grau. Quando ela pergunta sobre as evidências, a polícia explica que eles têm uma fonte anônima. Laurel acorda de seu coma, e escreve o nome de Wes em um pedaço de papel que Meggy dá para ela. Wes é mostrado testemunhando e entregando evidências em troca de imunidade geral. |              |                                                                              |                       |                      |                         |                     |
| 38 | 8            | "No More Blood" "Chega de sangue" (BR)                                       | Jet Wilkinson         | Morenike Balogun     | 10 de novembro de 2016  | 4.32                |
| Annalise ameaça matar Frank se ele se aproximar de sua casa, mas, como Wes é chamado pelo advogado de Charles Mahoney para dar testemunho, ela acaba pedindo para Frank encontrar o álibi de Charles. Frank descobre que a funcionária dos Mahoney que lhe deu a mala de dinheiro anos antes é o álibi. Para tirar Wes da acusação, Annalise decide enquadrar a mulher (que afirma conhecer Charles e que o conheceu na noite do assassinato do pai dele). Enquanto isso, Annalise e Soraya Hargrove discutem a batalha de custódia de seus filhos com seu marido devido ao seu histórico de alcoolismo. Mais tarde, Connor e Oliver brigam novamente depois de passar um tempo juntos, culminando na opinião de Oliver de que Connor tem problemas emocionais. Frank visita Annalise; tentando consertar tudo o que ele causou à Annalise, ele se prepara para atirar em sua própria cabeça na frente dela e de Bonnie, o que leva à uma argumentação calorosa das duas. Flashforward: Na prisão, Annalise pergunta para Bonnie se ela é a "fonte anônima". Ela responde que não é, e diz que vai encontrar a fonte. Mais tarde, no hospital, Asher, Michaela e Oliver confrontam Bonnie, enquanto Oliver continua preocupado com Connor, que, em outros lugares, está transando com Thomas. |              |                                                                              |                       |                      |                         |                     |
| 39 | 9            | "Who's Dead?" "Quem morreu?" (BR)                                            | Bill D'Elia           | Michael Foley        | 17 de novembro de 2016  | 4.95                |
| Os alunos de Annalise se preparam para fazer os exames de médio prazo para a aula de Annalise. Annalise descobre que está sendo investigada pelo escritório da promotoria, fazendo com que tenha uma recaída e comece em beber. Bonnie convence Frank a poupar sua própria vida por causa dela, revelando o caso amoroso deles para Annalise e encorajando-o a entregar-se ao escritório da promotoria para salvá-los de serem presos. Wes é chamado para um interrogatório, onde descobre que o corpo de Rebecca foi descoberto na floresta. Os interrogadores oferecem a ele imunidade para testemunhar contra Annalise. Nate, percebendo que Renee Atwood só o contratou para ganhar informações sobre Annalise, termina seu relacionamento. Bêbado, Connor admite a Oliver que mentiu sobre ser um viciado em drogas e, acidentalmente, o faz suspeitar sobre sua participação na noite em que Sam morreu. Annalise chama seus alunos para sua casa antes de se encontrar com Oliver e pedir um favor a ele. Nate e Laurel chegam na casa separadamente, antes de uma bomba explodir no local, iniciando um incêndio. Annalise é presa, enquanto Laurel, ainda viva, é levada para o hospital. Bonnie recebe uma ligação de Frank no hospital, onde ela é confrontada por Asher, Michaela, Oliver e Connor. Nate chega ao necrotério para identificar o homem que morreu no incêndio na casa de Annalise: Wes. Ele confronta Annalise em sua cela na prisão, e revela que Wes já estava morto antes do início do incêndio. Flashback: Wes recebe a mensagem de voz de Annalise na sala de interrogatório da polícia, o que o leva a fugir da delegacia. |              |                                                                              |                       |                      |                         |                     |
| 40 | 10           | "We're Bad People" "Somos pessoas más" (BR)                                  | Jennifer Getzinger    | Sarah L. Thompson    | 26 de janeiro de 2017   | 5.41                |
| Após ser descoberto que a pessoa que morreu foi Wes, Laurel sofre de transtorno de estresse pós-traumático de curto prazo e é tratada no hospital. No primeiro relatório de investigação, ela diz que viu alguém no porão, mas, antes que ela pudesse reconhecer a pessoa, a casa explodiu e ela não conseguiu identificar a pessoa. Connor diz algo rude sobre Wes e sobre como ele não era o pai que Laurel queria para seu filho, então, ele é severamente espancado por Asher. Enquanto isso, Annalise e Bonnie ainda não sabem quem era a fonte anônima que estava prestes a testemunhar contra Annalise, tendo Hannah Keating como a única esperança e motivação mais impulsiva de destruir Annalise e incendiar sua casa. No julgamento, Annalise é condenada quando o promotor público chega com o testemunho não-assinado de Wes. Flashback: Os alunos de Annalise são mostrados, indicando os diferentes níveis de intimidade que Wes tinha com todos os personagens. Flashback: Depois de fugir da delegacia, Wes encontra Frank e vai para algum lugar com ele em um carro. |              |                                                                              |                       |                      |                         |                     |
| 41 | 11           | "Not Everything's About Annalise" "Nem tudo é sobre a Annalise" (BR)         | Nicole Rubio          | Abby Ajayi           | 2 de fevereiro de 2017  | 4.69                |
| Depois que a fiança é negada para Annalise, e a polícia começa a enxergar a investigação de uma perspectiva diferente das câmeras da rua, das quais mostram Frank e Wes em um carro, eles afirmam a possibilidade de Frank ter matado Wes. Enquanto isso, Nate visita Laurel no hospital e diz para ela que Frank confessou que matou Wes por causa do triângulo amoroso entre os três, e porque ele sabia que Laurel estava grávida de um filho de Wes. Isto faz Laurel perceber que Frank mentiu para a polícia, pois nem ela mesma sabia que estava grávida. Laurel diz para a polícia que viu Frank na casa e que ele deve ter matado Wes. Mais tarde, Frank é acusado do assassinato de Wes, dando para Annalise uma esperança de ser solta da prisão. No entanto, a polícia decide continuar investigando Annalise, mesmo se Frank for acusado do assassinato de Wes. Nenhum acordo é feito com o promotor público, o que faz Annalise continuar presa, mas, agora, sem nenhuma esperança. Flashback: Wes confronta Frank por ele ter matado seu pai. Após discutirem sobre seus respectivos amores por Laurel, sobre até onde suas lealdades estão com Annalise, e sobre o fato de Wes acusar Frank de ter matado Rebecca, Wes decide voltar para a delegacia. Então, Frank liga para Bonnie, que diz para ele não perder Wes de vista e começar a segui-lo. |              |                                                                              |                       |                      |                         |                     |
| 42 | 12           | "Go Cry Somewhere Else" "Vá chorar em outro lugar" (BR)                      | Cherie Nowlan         | Daniel Robinson      | 9 de fevereiro de 2017  | 4.92                |
| Annalise tem outra audiência, onde Bonnie tenta argumentar que o julgamento de Annalise deveria ser separado do julgamento de Frank, mas não consegue resultados. Annalise fica envergonhada ao descobrir que seus pais vieram para o julgamento depois de descobrirem que ela estava presa. Enquanto isso, os alunos de Annalise não comparecem à audiência, pois decidem ir ao memorial de Wes. Michaela vai até o hospital e pega Laurel, que agora está quase recuperada, para levá-la para o memorial, onde Laurel perde o controle e começa a gritar com os participantes pela falsa tristeza deles. Depois do memorial, o resto do grupo não consegue encontrar Laurel, que vai ao necrotério e exige ver o corpo de Wes, pedindo a ajuda de Nate para conseguir vê-lo, mas acaba descobrindo que o corpo dele foi retirado do necrotério. De volta à prisão, Annalise confronta seus pais, e acaba descobrindo que sua mãe está sofrendo de demência. Ela acha que Annalise está sendo indiciada no lugar dela por ter incendiado a casa que matou o tio abusivo de Annalise, o que inicia um confronto privado entre Annalise e seu pai por causa da negligência dele em relação a esta situação. Ao decidir sair e ajudar sua mãe, Annalise inicia uma briga com uma detenta para conseguir uma desculpa para uma reclamação de abuso. Nate descobre que sua assinatura está nos papéis que permitiam que o corpo de Wes fosse retirado do necrotério. Flashback: Bonnie diz para Nate que Wes foi até a polícia quando ela recebeu uma ligação de Frank dizendo que perdeu Wes de vista. Então, Wes é mostrado em um táxi, ligando para uma pessoa desconhecida e dizendo que é uma situação de emergência. Quando vai até a casa de Annalise para procurar por ela, Nate acaba encontrando Wes. |              |                                                                              |                       |                      |                         |                     |
| 43 | 13           | "It's War" "É guerra" (BR)                                                   | Hanelle Culpepper     | Brendan Kelly        | 16 de fevereiro de 2017 | 4.66                |
| Nate acredita que Renee Atwood está tentando incriminá-lo, e se arrepende de ter visto Wes na casa de Annalise na noite do incêndio, mentido para os detetives sobre o paradeiro de Wes e por ter o deixado lá vivo. Laurel contrata um investigador privado e descobre que os Mahoney sabiam que Wes era um parente de sangue deles. Frank demite seu advogado e resolve representar ele mesmo no tribunal. Annalise finalmente revela por que os Mahoney são tão perigosos. Oliver hackeia a cópia do telefone de Annalise e descobre o segredo que Connor está guardando. Bonnie e Annalise armam um plano com Frank, fazendo com que Renee Atwood seja obrigada a entregar seus relatórios. É revelado que Renee está chantageando muitas pessoas na vida de Annalise, e não apenas transferiu o corpo de Wes, como também tentou incriminar Nate e Annalise por isso, e cremou seu corpo, impedindo que uma segunda autópsia fosse feita para inocentar Annalise. Flashback: Nate tenta impedir que Wes pare de ajudar e confiar em Annalise, mas Wes se recusa, pois ela conhecia sua mãe e o ajudou várias vezes desde sua infância. Nate sai da casa, deixando Wes sozinho. Mais tarde, Connor é mostrado na casa de Annalise, tentando reanimar Wes, que está inconsciente. |              |                                                                              |                       |                      |                         |                     |
| 44 | 14           | "He Made a Terrible Mistake" "Ele cometeu um grande erro" (BR)               | Jet Wilkinson         | Joe Fazzio           | 23 de fevereiro de 2017 | 4.92                |
| Connor confessa para todos que estava na casa de Annalise na noite do incêndio e, enquanto tentava ressuscitar Wes, ouviu um de seus ossos se quebrar. O grupo descobre que Charles Mahoney foi solto da prisão. Nate dá a senha do Wi-Fi de Renee Atwood para Annalise e Oliver descobre que Renee ligou para um número desconhecido duas vezes—uma vez, na noite em que Wes morreu, e, novamente, no dia em que seu corpo foi transferido. Então, o grupo discute se devem ou não ligar para este número. Todd Denver propõe para Frank um acordo de sete anos de prisão, ou então, ele e Laurel serão acusados pelo assassinato de Wes. Connor se oferece para testemunhar e revelar a informação sobre a costela quebrada de Wes para que o relatório da autópsia seja invalidado, portanto, ao fazer isto, ele pode acabar sendo incriminado. Então, Annalise sugere que Laurel testemunhe no lugar dele. No entanto, quando ela começa a testemunhar, Todd Denver diz que ela está mentindo, apresentando provas de que Laurel já mentiu no tribunal uma vez ao inventar uma história de que foi sequestrada, mesmo que Laurel explique que renegou sua declaração para proteger seu pai. Então, a proposta de Bonnie de rejeitar a acusação de assassinato de Annalise é negada, e o caso é definido para ir a julgamento. Connor vai até o escritório de Todd Denver para aceitar o acordo de imunidade que ele ofereceu para Wes, para que ele possa admitir que foi ele quem encontrou o corpo de Wes. Então, Connor percebe que o número misterioso que Renee Atwood estava em contato era do telefone de Todd Denver, o que prova que ele estava envolvido na transferência do corpo de Wes e, possivelmente, envolvido em mais coisas. Flashback: Na noite do incêndio, Laurel vai até a casa de Annalise. Ela vai para o porão, onde vê alguém—Connor—fugindo pela porta dos fundos no momento em que a casa explode. Assim que Connor foge, um jovem em um carro fala no telefone e diz que "as coisas se complicaram". |              |                                                                              |                       |                      |                         |                     |
| 45 | 15           | "Wes"                                                                        | Bill D'Elia           | Peter Nowalk         | 23 de fevereiro de 2017 | 4.92                |
| Assim que Connor encontra o telefone de Todd Denver, Todd entra na sala. O assassino desconhecido de Wes rouba o telefone de Wes e o entrega para Todd, que, agora, pode afirmar que foi encontrado no carro de Connor. Todd ameaça Connor para que ele assine o acordo de imunidade, ou Connor será acusado pelo assassinato de Wes. O tempo do acordo de imunidade que Todd oferece para Connor termina, mas, para não ser preso, Connor revela que Oliver tem uma cópia dos dados do telefone de Annalise em seu computador. Longe dali, Annalise confronta Sylvia Mahoney sobre o envolvimento de sua família na morte de Wes. Sylvia admite que Wes não era filho de Wallace, mas sim, de Charles. Apesar dos protestos de Laurel, Annalise coloca a culpa pela morte de Rebecca e Sam em Wes, usando um correio de voz encontrado no computador de Oliver que ela recebeu na noite do incêndio para incriminar Wes, o que faz Todd Denver abandonar suas acusações contra ela. No entanto, Laurel, que insiste em acreditar que Charles Mahoney matou Wes, se prepara para atirar nele, quando, de repente, é interrompida pelo homem que foi revelado como o assassino de Wes: Dominic, um amigo da família dela. Flashback: É revelado que, depois que Nate sai da casa de Annalise, Wes liga para Annalise e conta para ela sobre o acordo judicial que ofereceram para ele. Ele propõe confessar a morte de Rebecca e Sam para proteger todos. Então, Dominic o ataca e aplica uma injeção nele. Ao tentar fugir, Dominic o sufoca até a morte e coloca seu corpo no porão antes de incendiar a casa. A ligação de Dominic mostra que "as coisas ficando complicadas" não estavam sendo ditas para Todd Denver, mas sim, para o pai de Laurel, que contratou Dominic para matar Wes. |              |                                                                              |                       |                      |                         |                     |

## Produção

### Desenvolvimento
A ABC renovou a série para uma terceira temporada em 3 de março de 2016, juntamente com vários outros shows. Foi anunciado que a terceira temporada estrearia em 22 de setembro de 2016. A produção começou em 27 de maio de 2016, quando o showrunner Peter Nowalk anunciou, no Twitter, que a equipe de roteiristas estava em pleno andamento mapeando e escrevendo a terceira temporada A leitura do roteiro para a estréia aconteceu em 6 de julho de 2016, e as filmagens começaram uma semana depois. Um cartaz promocional, apresentando Viola Davis como Annalise Keating, foi lançado em 9 de agosto de 2016. ABC lançou uma promo para a terceira temporada em 29 de agosto de 2016
A temporada começou a ser exibida em 22 de setembro de 2016 e transmitiu nove episódios no outono, assim como o restante da programação da quinta-feira da ABC, Grey's Anatomy e Notorious. O restante do cronograma de outono da ABC foi anunciado em 22 de outubro de 2016: Nove episódios de How to Get Away With Murder foram ao ar na temporada de outono com o final em 17 de novembro de 2016, assim como o restante da programação do horário nobre da ABC, que foram ao ar no mesmo período no ano anterior. Os seis episódios restantes foram ao ar após as férias de inverno, em 26 de janeiro de 2017.

### Roteiro
Em uma entrevista para Entertainment Weekly, o showrunner, Peter Nowalk, falou sobre o que aconteceria na terceira temporada sobre o desaparecimento de Frank e comentou: "Sim, eu posso ver os ternos de três peças e o produto para o cabelo caindo aos pedaços.  É mais o que Frank sente por si mesmo". Ao falar sobre a confiança entre Annalise e Frank, Nowalk disse: "...Frank tem duas opções: fugir e torcer para que ela nunca o pegue, apenas para cortar a isca; ou ele pode tentar ganhar o caminho de volta. Esse é um longo caminho." Charlie Weber comentou sobre o paradeiro de Frank para a Entertainment Weekly: "Eu acho que ele está se escondendo e acho que ele está sozinho. Se ele tem uma esperança de salvação, não acho que seja Laurel."
Nowalk disse que a história de Laurel com sua família será explorada na próxima temporada, "Eu sinto que está muito presente. A promessa do nosso programa é que não demoremos muito para fazer as coisas. A probabilidade é sim. Levantamos essa questão muitas vezes para não respondê-la mais cedo ou mais tarde." A história de fundo de Michaela também será explorada; Nowalk disse: "Temos muito o que explorar sobre ela. Aja é tão talentosa. Estou animado para realmente mergulhar em sua vida pessoal no próximo ano." Norwalk disse ao The Hollywood Reporter que o programa exploraria o relacionamento de Annalise e Nate, além de suas famílias.

### Casting
A terceira temporada teve dez atores recebendo faturamento de membro regular, com todos eles retornando da temporada anterior. Viola Davis interpretou a protagonista da série, a professora Annalise Keating, uma advogada de defesa de alto nível, dando aulas na Universidade de Middleton. Billy Brown interpretou o detetive Nate Lahey, o namorado de Annalise. Há cinco estudantes que trabalham no escritório de advocacia de Annalise. Alfred Enoch interpretou Wes Gibbins, Jack Falahee retratou Connor Walsh, o estudante cruel. Aja Naomi King interpretou Michaela Pratt, a estudante ambiciosa que quer ter tanto sucesso quanto Annalise. Matt McGorry continuou como Asher Millstone, um estudante que tem uma formação privilegiada. Karla Souza interpretou Laurel Castillo, um aluno idealista. Charlie Weber retratou Frank Delfino, um funcionário da empresa de Annalise que não é advogado, mas lida com tarefas especiais que exigem discrição. Liza Weil interpretou Bonnie Winterbottom, que é advogada associada da firma de Annalise. Conrad Ricamora deu vida a Oliver Hampton, um hacker que está em um relacionamento com Connor.
Após o final da segunda temporada, foi confirmado que todos os membros regulares deveriam retornar para a terceira temporada. A TVLine anunciou em 18 de março de 2016, que Conrad Ricamora, intérprete de Oliver Hampton, havia sido promovido para um membro regular da série para a terceira temporada. Em 20 de julho de 2016, foi anunciado que a atriz ex-Dexter, Lauren Vélez, foi escalada para um papel recorrente como a Presidente da Universidade de Middleton. O papel foi descrito como "seguro de si, amigável, caloroso e diplomático". Foi relatado em 6 de agosto de 2016 que Esai Morales e Amy Madigan foram adicionadas ao programa como estrelas convidadas para a terceira temporada. Mais tarde, foi revelado que Morales substituiria José Zúniga como Jorge Castillo, pai de Laurel. O Deadline anunciou em 31 de agosto de 2016, que Mary J. Blige conseguiu um papel de convidada para a terceira temporada. Em 13 de setembro de 2016, foi relatado que Brett Butler apareceria em um papel de convidada durante a terceira temporada

## Recepção

### Resposta da crítica
A terceira temporada recebeu críticas positivas dos críticos. A temporada tem uma classificação de 90% no Rotten Tomatoes com base em 30 avaliações. A estreia da temporada foi assistida por 5.11 milhões na audiência total, um declínio de 39% em comparação à estreia da segunda temporada e 1.4 nos principais dados demográficos de adultos de 18 a 49 anos, um declínio de 46% da estreia anterior.

### Audiência
| №  | Título                               | Exibição original       | Rating/share (18–49) | Audiência (em milhões) | DVR (18–49) | Audiência em DVR (milhões) | Total (18–49) | Audiência total (em milhões) |
| -- | ------------------------------------ | ----------------------- | -------------------- | ---------------------- | ----------- | -------------------------- | ------------- | ---------------------------- |
| 1  | "We're Good People Now"              | 22 de setembro de 2016  | 1.4/5                | 5.11                   | 1.5         | 3.73                       | 2.9           | 8.86                         |
| 2  | "There Are Worse Things Than Murder" | 29 de setembro de 2016  | 1.3/5                | 4.33                   | 1.2         | 3.33                       | 2.5           | 7.66                         |
| 3  | "Always Bet Black"                   | 6 de outubro de 2016    | 1.2/4                | 4.40                   | 1.5         | 3.57                       | 2.7           | 7.98                         |
| 4  | "Don't Tell Annalise"                | 13 de outubro de 2016   | 1.1/4                | 4.00                   | 1.3         | 3.36                       | 2.4           | 7.37                         |
| 5  | "It's About Frank"                   | 20 de outubro de 2016   | 1.2/4                | 4.29                   | 1.3         | 3.41                       | 2.5           | 7.70                         |
| 6  | "Is Someone Really Dead?"            | 27 de outubro de 2016   | 1.2/4                | 4.07                   | 1.4         | 3.55                       | 2.6           | 7.63                         |
| 7  | "Call It Mother's Intuition"         | 3 de novembro de 2016   | 1.2/4                | 4.08                   | 1.2         | 3.29                       | 2.4           | 7.38                         |
| 8  | "No More Blood"                      | 10 de novembro de 2016  | 1.2/4                | 4.32                   | 1.3         | 3.14                       | 2.5           | 7.43                         |
| 9  | "Who's Dead?"                        | 17 de novembro de 2016  | 1.4/5                | 4.95                   | 1.3         | 3.29                       | 2.7           | 8.25                         |
| 10 | "We're Bad People"                   | 26 de janeiro de 2017   | 1.5/5                | 5.41                   | 1.4         | 3.32                       | 2.9           | 8.74                         |
| 11 | "Not Everything's About Annalise"    | 2 de fevereiro de 2017  | 1.3/5                | 4.69                   | 1.2         | 3.11                       | 2.5           | 7.81                         |
| 12 | "Go Cry Somewhere Else"              | 9 de fevereiro de 2017  | 1.3/5                | 4.92                   | 1.3         | 3.15                       | 2.6           | 8.08                         |
| 13 | "It's War"                           | 16 de fevereiro de 2017 | 1.3/5                | 4.66                   | 1.2         | 3.08                       | 2.5           | 7.74                         |
| 14 | "He Made a Terrible Mistake"         | 23 de fevereiro de 2017 | 1.4/5                | 4.92                   | 1.4         | 3.06                       | 2.7           | 7.99                         |
| 15 | "Wes"                                | 23 de fevereiro de 2017 | 1.4/5                | 4.92                   | 1.4         | 3.06                       | 2.7           | 7.99                         |